# كلاي بوفورد
كلاي بوفورد (بالإنجليزية: Clay Beauford)‏ هو عسكري أمريكي، ولد في 27 سبتمبر 1846 في مقاطعة واشنطن في الولايات المتحدة، وتوفي في 1 فبراير 1905 في لوس أنجلوس في الولايات المتحدة.